# ジア・キャランジ
ジア・キャランジ （Gia Carangi、1960年1月29日 - 1986年11月18日）は、アメリカ合衆国の女性ファッションモデル。1980年前後に活躍し、スーパーモデルの先駆者として知られる。

## 概要
ペンシルベニア州フィラデルフィア出身。イタリア系アメリカ人でレストランの経営者だった父親と、アイルランドとウェールズの血筋を引く母親の間に3番目の子供として生まれた。地元のエイブラハム・リンカーン高校在籍中、「ボウイ・キッズ」と呼ばれるデヴィッド・ボウイの熱狂的なファンのグループと親しくなり、ボウイのファッションの好みや両性具有的なパフォーマンスに大きく影響を受ける。
17歳のときにニューヨークに移住。ウィルヘルミーナ・モデルズのウィルヘルミーナ・クーパーにモデルとしての素質を見いだされた。
『ヴォーグ』 （パリ版）の1979年4月号、1980年8月号、同じくアメリカ版の1980年8月号、イタリア版の1981年1月号、そして1979年から1982年までの 『COSMOPOLITAN』 誌の表紙を何度か飾っている。交友関係では、ロックバンド、ブロンディのデボラ・ハリーとの親交が深く、ブロンディの楽曲「Atomic」（1980年）のPVにブロンディと共に出演している。
若くして麻薬中毒となった。1986年11月18日、エイズで死亡している。26歳没。エイズによる死を公表した最初の著名人の一人でもある。
キャランジは両性愛者であったと言われている。
1998年にキャランジの人生を描いた 『ジーア/悲劇のスーパーモデル』 が製作・TV公開された（劇場未公開）。主演はアンジェリーナ・ジョリー。